# زردک قلمی
زردک قلمی (نام علمی: Luciobarbus mursa) نام یک گونه از تیره کپورماهیان است.